# 帝国大学 (フランス)
帝国大学（フランス語: Université impériale）として知られたフランス大学（フランス語: Université de France）は、19世紀に存在したフランス・パリの大学。公教育の管轄機関。ナポレオン・ボナパルトによって創立されたが2年ほどで閉鎖された。単に「大学」（Université）とも。
ブリュッセルには、ブリュッセル帝国大学（Université impériale à Bruxelles）が存在した。